# Mamie Smith
Mamie Smith, geboren als Mamie Robinson (Cincinnati (Ohio), 26 mei 1883 – New York, 30 oktober 1946), was een Amerikaanse vaudevillezangeres, bluesmuzikante (piano, gitaar), danseres en actrice.

## Biografie
Mamie Smith reisde rond met Afro-Amerikaanse vaudeville- en minstrel shows, totdat ze zich vestigde in New York, waar ze werkte als cabaretzangeres. In 1918 trad ze op in de musical Made in Harlem van Perry Bradford.
In 1920 verving Smith bij Okeh Records de zieke Sophie Tucker en nam de nummers That Thing Called Love en You Can't Keep A Good Man Down op. Ze werd uitgenodigd voor een tweede sessie, waarbij met haar band Jazz Hounds in augustus 1920 de nummers Crazy Blues, It's Right Here For You, If You Don't Get It en  'Tain't No Fault of Mine werden opgenomen. De Jazz Hounds bestonden op dat moment uit Johnny Dunn (kornet), Dope Andrews (trombone), Leroy Parker (viool) en Willie 'The Lion' Smith (piano). Tot de Jazz Hounds behoorden ook Buster Bailey, Coleman Hawkins, Cecil Carpenter, Elmer Snowden, Bubber Miley en Curtis Mosby.
Van Crazy Blues werden tot verrassing van alle als eerste bluesopnamen van een zwarte artiest meer dan een miljoen exemplaren verkocht binnen een jaar. Veel kopers waren Afro-Amerikanen, een tot dusver onopgemerkte markt. Dit onverwachte succes overtuigde de platenlabels om verdere blueszangeressen te contracteren en aldus het tijdperk in te luiden van de klassieke vrouwenblues. Er volgden verdere bluesopnamen en tournees in de Verenigde Staten en Europa met Mamie Smith & Her Jazz Hounds als onderdeel van de revue Mamie Smith's Struttin' Along Review. Mamie Smith kreeg de bijnaam 'Queen of the Blues'.
In 1929 speelde Smith een rol in de vroege geluidsfilm Jail House Blues. In 1931 trok ze zich terug uit de muziek- en filmbusiness. Vanaf 1939 speelde ze weer mee in meerdere films.

## Overlijden
Mamie Smith overleed in oktober 1946 op 63-jarige leeftijd na een langdurige ziekte.

## Discografie

### Singles
- 1920: Crazy Blues
- 1921: Fare Thee Honey Blues
- 1921: Royal Garden Blues
- 1921: You Can't Keep a Good Man Down
- 1921: Dangerous Blues
- 1922: Lonesome Mama Blues
- 1923: You Can't Have Him, I Don't Want Him, Didn't Love Him Anyhow Blues
- 1923: You've Got to See Mama Ev'ry Night

- Bibliothèque nationale de France: cb139970987 (data)
- International Standard Name Identifier: 0000 0001 1821 3969
- Library of Congress Control Number: no94040741
- Nationale Bibliotheek van Letland: 000068396
- MusicBrainz: 918aef2a-cce5-4747-a0f0-c33a8ec299cb
- Nationale bibliotheek van Australië: 36015479
- Nationale Bibliotheek van Israël: 987007349457405171
- Istituto Centrale per il Catalogo Unico: UBOV377693
- SNAC: w6jv2qwh
- Système universitaire de documentation: 196767903
- Trove: 1186395
- Virtual International Authority File: 7584151
- WorldCat: E39PCjvQTM7WBg3bBVGYgQJkXd